# Ihor Zahalski
Ihor Wołodymyrowycz Zahalski, ukr. Ігор Володимирович Загальський (ur. 19 maja 1991 w Kirowohradzie) – ukraiński piłkarz, grający na pozycji pomocnika.

## Kariera piłkarska

### Kariera klubowa
Wychowanek klubów Olimpik Kirowohrad, Szkoły Sportowej nr 2 w Kirowohradzie oraz Ametyst-2001 Ołeksandria, barwy których bronił w juniorskich mistrzostwach Ukrainy (DJuFL). Karierę piłkarską rozpoczął w 2007 w drużynie amatorskiej Olimpik Kirowohrad. W 2010 został zaproszony do Dnipra Dniepropietrowsk, ale występował tylko w drużynie rezerw i po roku wrócił do Olimpiku. W 2012 został piłkarzem Zirki Kirowohrad. 28 maja 2018 przeszedł do SK Dnipro-1. 19 stycznia 2020 zasilił skład Inhulca Petrowe.

### Kariera reprezentacyjna
W 2015 występował w studenckiej reprezentacji Ukrainy na Letniej Uniwersjadzie w Gwangju.

## Sukcesy i odznaczenia

### Sukcesy piłkarskie
Zirka Kirowohrad
- mistrz Ukraińskiej Pierwszej Ligi: 2015/16

SK Dnipro-1
- mistrz Ukraińskiej Pierwszej Ligi: 2018/19